# アラン・メンケン
アラン・メンケン（Alan Menken、1949年7月22日 - ）は、アメリカ合衆国のミュージカル音楽および映画音楽の作曲家、ピアニスト。舞台音楽とディズニー映画の映画音楽で特に知られる。

## 概要
『リトル・マーメイド』（1989年）、『美女と野獣』（1991年）、『アラジン』（1992年）、『ポカホンタス』（1995年）でそれぞれアカデミー賞2部門を受賞している。ほかに『リトル・ショップ・オブ・ホラーズ』（1986年）、『ニュージーズ』（1992年）、『ノートルダムの鐘』（1996年）、『ヘラクレス』（1997年）、『ホーム・オン・ザ・レンジ にぎやか農場を救え!』（2004年）、『魔法にかけられて』（2007年）、『塔の上のラプンツェル』（2010年）、『ソーセージ・パーティー』（2016年）などの作曲もしている。また ブロードウェイなどのミュージカルでの作曲でも知られている。 ディズニー映画の舞台化も多いが、ほかに『リトル・ショップ・オブ・ホラーズ (ミュージカル)』（1982年）、『クリスマス・キャロル (ミュージカル)』（1994年）、『シスター・アクト〜天使にラブ・ソングを〜』（2009年）などの舞台作品の作曲も行なっている。
ハワード・アッシュマン、ティム・ライス、グレン・スレイター、スティーブン・シュワルツ、デイヴィッド・ジペルなどの作詞家とコラボレートしている。アカデミー作曲賞、アカデミー歌曲賞各4回、計8回アカデミー賞を受賞しており、音楽関連の部門でアルフレッド・ニューマンの9回に続く2番目の受賞回数となっている。またグラミー賞11回のほか、トニー賞など様々な賞を受賞している。

## 生い立ち
1949年7月22日、アメリカ合衆国ニューヨーク州ニューヨークにあるフレンチ・ホスピタルで生まれた。父親ノーマンは歯科医師およびブギウギのピアノ奏者で、母ジュディスは女優、ダンサー、脚本家であった。メンケンの家系はユダヤ系ベラルーシ人移民であった。少年時代から音楽に興味を深め、クラシック音楽を学びピアノおよびバイオリンを習い、幼い頃に作曲を始めた。9歳でNew York Federation of Music Clubs Junior Composers Contestに出場し、自身の作曲の『"Bouree"』は審査員たちから称賛された。
ニューヨーク州ニューロシェルにあるニューロシェル高等学校に進学し、1967年に卒業した。在学中、ピアノの練習に飽きており、バッハやベートーベンの曲を自分流にアレンジして弾いていた。
1967年9月、ニューヨーク大学の医学部に進学したが、その後、文化人類学専攻、哲学専攻、音楽学専攻へと移り、最終的に音楽学(“Musicology “)で学位を取得した。
1971年、ニューヨーク大学スタインハート・スクールから卒業した。当初、父のように歯科医になるべく医学部進学を目指し、音楽学には興味はなかったが、最終的には音楽学部で卒業した。リーマン・エンジェルによるBMIのワークショップに参加した際、ほかの作曲家たちと出会い音楽学部進学を決めたのである。大学進学前、第二のボブ・ディランを目指し、それまでピアノで作曲していたがギターで作曲をしていた。大学を卒業後、BMIリーマン・エンジェル・ミュージカル・シアター・ワークショップに参加した。

## 経歴

### 初期
卒業後、ロック・スターかアーティストを目指した。しかしBMIミュージカル・シアター・ワークショップに参加し、リーマン・イーグルを師と仰ぐとミュージカルでの作曲への興味が増した。1974年から1978年、BMIワークショップで『Midnight』、『Apartment House』（ミュリエル・ロビンソン作詞）、『Conversations with Pierre』、『Harry the Rat』、『Messiah on Mott Street』（デイヴィッド・ジペル作詞）などを披露した。この間、バレエおよびモダン・ダンス伴奏者、クラブでの音楽担当、ジングル作曲、編曲、『セサミストリート』での作曲、ヴォーカル・コーチなど様々な職を経験し、ザ・ボールルーム、レノ・スウィーニー、トランプスなどのクラブで自身の作品を演奏していた。1976年、『ニューヨーク・タイムズ』紙のジョン・ウィルソンはエンジェルのBMIワークショップのメンバーたちは『ブロードウェイ・アット・ザ・ボールルーム』シリーズの一部を上演し始めたと報じた。1977年、ウィルソンはザ・ボールルームでのメンケンの伴奏について、単なる伴奏ではなく声でも参加していたと記した。
メンケンは『New York's Back in Town』、『Big Apple Country』、『The Present Tense』（1977年）、『Real Life Funnies』（オフ・ブロードウェイ、1981年）、『Diamonds』（オフ・ブロードウェイ、1984年）、『Personals』（オフ・オフ・ブロードウェイ、1985年）などのレヴューに作品を提供していた。1979年、ニューヨークにあるウエスト・バンク・カフェにてチップ・ジエンが出演するメンケンのレヴュー『Patch, Patch, Patch』が上演された。
スティーヴ・ブラウン作詞の『Atina, Evil Queen of the Galaxy』など上演されなかった作品の作曲も行なっている。1980年、ディヴァインから依頼され、ブラウン作詞『The Thorn』の作曲も行なった。これは映画『ローズ』のパロディだが、上演後も利益を上げることはできなかった。未完成のミュージカル『Babe』（1981年頃）でハワード・アシュマンとコラボレートし、トム・アインと『Kicks: The Showgirl Musical』（1984年）、デイヴィッド・ロジャースと『夏の夜の夢』を基にした『The Dream in Royal Street』（1981年頃）でコラボレートした。ロバート・J・シーゲル監督の映画『The Line』（1980年）で音楽を担当した。

### ブレイク
1979年、カート・ヴォネガットの長編小説『ローズウォーターさん、あなたに神のお恵みを』のミュージカル化『Kurt Vonnegut's God Bless You, Mr. Rosewater』において脚本家ハワード・アシュマンはメンケンとエンジェルを作曲家として指名し、WPAシアターで上演され高評価を得て、興行的にはまずまずの成績でようやく成功を収めた。数ヶ月後、オフ・ブロードウェイのエンターメディア・シアターに進出し、さらに6週間上演された。
1982年、メンケンとアシュマンは1人の人形遣いを含む演者9名で上演するミュージカル『リトル・ショップ・オブ・ホラーズ (ミュージカル)』の作詞作曲を行なった。1960年公開の同名のブラック・コメディ映画『リトル・ショップ・オブ・ホラーズ』を基にしたミュージカル作品であった。1982年、WPAシアターで開幕して脚光を浴びた。マンハッタンのイースト・ヴィレッジにあるオルフェウム・シアターに移行し、5年間上演され続けた。当時、オフ・ブロードウェイで最高興行収入を記録した。世界中でツアー公演を行ない、数々の賞を受賞し、1986年にはリック・モラニス主演で『リトル・ショップ・オブ・ホラーズ』としてミュージカル映画化され、メンケンとアシュマンは主題歌『Mean Green Mother From Outer Space』で初めてアカデミー賞にノミネートとされた。1983年、功績を称えられBMI特別功労賞を受賞した。
1987年、モルデカイ・リッチラーの小説『ダディー・クラヴィッツの徒弟時代』（1959年）のミュージカル化『ダディー・クラヴィッツの徒弟時代 (ミュージカル)』で作詞家デイヴィッド・スペンサーと共に作曲し、フィラデルフィアで上演された。2015年、度重なる改訂後にモントリオールで上演された。1992年、メンケン作曲、スペンサー作詞による『Weird Romance』がWPAシアターで上演された。1994年、チャールズ・ディケンズの短編小説『クリスマス・キャロル』を基にしたマイケル・オクランの脚本により、リン・アーレンと共に作曲したミュージカル『クリスマス・キャロル (ミュージカル)』がマディソン・スクエア・ガーデンのパラマウント・シアターで上演された。好評を博し、以降ニューヨークでは毎年ホリデー・シーズンに上演されている。

### ディズニー・ルネサンスおよび映画作品
『リトル・ショップ・オブ・ホラーズ』の成功により、メンケンとアシュマンはウォルト・ディズニー・スタジオ制作の映画『リトル・マーメイド』（1989年）の音楽を手がけることとなった。アンデルセンの童話のミュージカル・アニメ映画化であり、ディズニー映画『白雪姫』（1937年）や『シンデレラ』（1950年）と同等に扱われることが予想されたため、2人にとって大きな挑戦であった。『リトル・マーメイド』は批評的にも商業的にも成功し、新しいディズニー時代の幕開けとしてメンケンは「ディズニー・ルネサンス」の立役者のひとりとなった。本作の楽曲、主題歌『アンダー・ザ・シー』はアカデミー歌曲賞に選出され、メンケンとアシュマンにとって初のアカデミー賞受賞となった。またメンケンはアカデミー作曲賞も受賞した。
メンケンとアシュマンは映画『美女と野獣』（1991年）でアカデミー歌曲賞に3曲がノミネートされ、タイトル曲『ビューティー・アンド・ザ・ビースト〜美女と野獣』で受賞した。メンケンはアカデミー作曲賞も受賞した。1991年にアシュマンが亡くなった当時、2人は映画『アラジン』（1992年）の作曲中であった。ティム・ライスがアシュマンの後継となり、音楽を完成させた。1992年、楽曲『ホール・ニュー・ワールド』でアカデミー歌曲賞を受賞した。1992年公開の実写映画『ニュージーズ』で作詞家ジャック・フェルドマンと共に作曲し、アカデミー作品賞を受賞した。作詞家スティーブン・シュワルツと共にミュージカル・アニメ映画『ポカホンタス』（1995年）を作曲し、アカデミー歌曲賞およびアカデミー作曲賞を受賞した。1996年、2人はミュージカル・アニメ映画『ノートルダムの鐘』で作曲を行なった。1997年、ジペルと再度組んでミュージカル・アニメ映画『ヘラクレス』の作曲を行なった。
1993年のマイケル・J・フォックス主演の映画『ライフ with マイキー』、2004年のホリデー映画『NOEL ノエル』、2012年の映画『白雪姫と鏡の女王』の音楽の作曲を行なった。ディズニーではほかに『ホーム・オン・ザ・レンジ にぎやか農場を救え!』（2004年）、『ボクはむく犬』（1959年）のティム・アレンによるリメイク映画『シャギー・ドッグ』（2006年）、『魔法にかけられて』（2007年）、『塔の上のラプンツェル』（2010年）の音楽を作曲した。2017年3月、ディズニーは実写映画『美女と野獣』を制作し、1991年版の音楽に加え、メンケンとライスが新曲を作曲した。2017年、パセク&ポールと共に実写映画『アラジン』の作曲を、リン＝マニュエル・ミランダと共に実写映画『リトル・マーメイド』の作曲を開始した。また、シュワルツと共に『魔法にかけられて』の続編『Disenchanted』の作曲を行なうこととなった。
アカデミー作曲賞4回、アカデミー歌曲賞4回の計4回アカデミー賞を受賞しており、アルフレッド・ニューマンの9回に続く2番目に最多受賞の作曲者となっている。全体で見てもウォルト・ディズニーの22回、ニューマンに続き、衣裳デザインのイーディス・ヘッドと共に3番目である。存命人物としては最多受賞となっている。2001年、ディズニー・レジェンドを受賞した。

### ミュージカルへの回帰
1994年、ミュージカル『美女と野獣』でブロードウェイ・デビューし、2007年に閉幕するまで13年間上演された。1997年、作詞家ティム・ライスと共に聖書に登場するダビデを主題とするミュージカル『ダビデ王』の作曲を行ない、ブロードウェイにあるニュー・アムステルダム・シアターにてコンサート版が上演された。2003年から2004年、ブロードウェイにて『リトル・ショップ・オブ・ホラーズ (ミュージカル)』が上演された。
2008年から2009年、メンケンが作曲した舞台版『リトル・マーメイド』がブロードウェイで上演され、トニー賞オリジナル楽曲賞にノミネートされた。2009年、メンケンが作曲した『シスター・アクト〜天使にラブ・ソングを〜』がロンドンで初演され、2011年、ブロードウェイで上演され、トニー賞作曲賞にノミネートされた。2010年、ハリウッド・ウォーク・オブ・フェームに星を埋め込まれた。2010年12月、NPRのクイズ番組『Wait Wait... Don't Tell Me!』にゲスト出演した。
2012年、ミュージカル『ニュージーズ』でトニー賞作曲賞を受賞し、2014年に閉幕した。2012年、ミュージカル『奇跡を呼ぶ男 (ミュージカル)』の作曲を行ない、ブロードウェイで短期間上演された。2014年、ミュージカル『アラジン』がブロードウェイで開幕し、トニー賞作曲賞にノミネートされた。2013年、ジョージア州アトランタで行なわれたジュニア・シアター・フェスティバルの授賞式にゲスト出演した。この時、制作秘話を交えながら未発表曲を含む演奏が行なわれた。
2014年、カリフォルニア州のラホヤ・プレイハウスにてミュージカル『ノートルダムの鐘 (ミュージカル)』が上演された。2015年、モントリオールにて『ダディー・クラヴィッツの徒弟時代 (ミュージカル)』改訂版が上演され、2016年、ペーパーミル・プレイハウスにて『ブロンクス物語』が上演された。

## 私生活
ダウンタウン・バレエ・カンパニーに勤務中、バレエ・ダンサーのジャニス・ロズウィックと出会った。1972年11月に結婚し、ニューヨーク州ノースセーラムに住んでいる。アナとノラの2人の娘がいる。

## 作品

### 映画
| 年   | 題名                                                                                 | 監督                                        | 役割     | 役割     | 役割                   | 役割 | 役名 | 備考 |
| 年   | 題名                                                                                 | 監督                                        | 音楽作曲 | 歌曲作曲 | 製作                   | 出演 | 役名 | 備考 |
| ---- | ------------------------------------------------------------------------------------ | ------------------------------------------- | -------- | -------- | ---------------------- | ---- | --- | --- |
| 1972 | A Dancer's Life                                                                      | ウィリアム・リチャート                      | No       | No       | No                     | Yes  | 本人 | ドキュメンタリー映画                                                                                                |
| 1986 | リトル・ショップ・オブ・ホラーズ Little Shop of Horrors                              | フランク・オズ                              | No       | Yes      | No                     | No   | | ハワード・アシュマンと共に                                                                                          |
| 1988 | ロジャー・ラビット Who Framed Roger Rabbit                                           | ロバート・ゼメキス                          | No       | Yes      | No                     | No   | 未制作の前編のため『"This Only Happens in the Movies"』を作曲 | |
| 1989 | ポリー 歌う天使 Polly                                                                | デビー・アレン                              | No       | Yes      | No                     | No   | テレビ映画 | |
| 1989 | リトル・マーメイド The Little Mermaid                                                | ロン・クレメンツ ジョン・マスカー           | Yes      | Yes      | No                     | No   | ハワード・アシュマンと共に | |
| 1990 | ロッキー5/最後のドラマ Rocky V                                                       | ジョン・G・アヴィルドセン                   | No       | Yes      | No                     | No   | エルトン・ジョン、ティム・ライスと共に『"Measure of a Man"』を作曲 | |
| 1991 | 美女と野獣 Beauty and the Beast                                                      | ゲイリー・トゥルースデイル カーク・ワイズ   | Yes      | Yes      | No                     | No   | ハワード・アシュマンと共に | |
| 1992 | ニュージーズ Newsies                                                                 | ケニー・オルテガ                            | No       | Yes      | No                     | No   | ジャック・フェルドマンと共に | |
| 1992 | ホーム・アローン2 Home Alone 2: Lost in New York                                     | クリス・コロンバス                          | No       | Yes      | No                     | No   | ジャック・フェルドマンと共に『"My Christmas Tree"』を作曲 | |
| 1992 | アラジン Aladdin                                                                     | ジョン・マスカー ロン・クレメンツ           | Yes      | Yes      | No                     | No   | ハワード・アシュマン、ティム・ライスと共に | |
| 1993 | ライフ with マイキー Life with Mikey                                                 | ジェイムズ・ラパイン                        | Yes      | No       | No                     | No   | | |
| 1995 | ポカホンタス Pocahontas                                                              | マイク・ガブリエル エリック・ゴールドバーグ | Yes      | Yes      | No                     | No   | スティーブン・シュワルツと共に | |
| 1996 | ノートルダムの鐘 The Hunchback of Notre Dame                                         | ゲイリー・トゥルースデイル カーク・ワイズ   | Yes      | Yes      | No                     | Yes  | フィーバス （歌の吹替） | スティーブン・シュワルツと共に; カットされた楽曲『"In a Place of Miracles"』、『"As Long as There's a Moon"』で歌唱 |
| 1997 | ヘラクレス Hercules                                                                  | ロン・クレメンツ ジョン・マスカー           | Yes      | Yes      | No                     | No   | | デイヴィッド・ジペルと共に                                                                                          |
| 2004 | ホーム・オン・ザ・レンジ にぎやか農場を救え! Home on the Range                       | ウィル・フィン ジョン・サンフォード         | Yes      | Yes      | No                     | No   | グレン・スレイターと共に | |
| 2004 | NOEL ノエル Noel                                                                     | チャズ・パルミンテリ                        | Yes      | No       | スコア・プロデューサー | No   | | |
| 2004 | クリスマス・キャロル (2004年の映画) A Christmas Carol                                | アーサー・アラン・シーデルマン              | Yes      | No       | No                     | No   | テレビ映画 | |
| 2006 | シャギー・ドッグ The Shaggy Dog                                                      | ブライアン・ロビンス                        | Yes      | No       | No                     | No   | | |
| 2007 | 魔法にかけられて Enchanted                                                           | ケヴィン・リマ                              | Yes      | Yes      | No                     | No   | スティーブン・シュワルツと共に | |
| 2010 | 塔の上のラプンツェル Tangled                                                         | バイロン・ハワード ネイサン・グレノ         | Yes      | Yes      | スコア・プロデューサー | No   | グレン・スレイターと共に | |
| 2011 | キャプテン・アメリカ/ザ・ファースト・アベンジャー Captain America: The First Avenger | ジョー・ジョンストン                        | No       | Yes      | No                     | No   | デイヴィッド・ジペルと共に楽曲『"Star Spangled Man"』を作曲 | |
| 2011 | Jock the Hero Dog                                                                    | ダンカン・マクニーリー                      | No       | Yes      | No                     | No   | | |
| 2012 | 白雪姫と鏡の女王 Mirror Mirror                                                       | ターセム・シン                              | Yes      | No       | No                     | No   | | |
| 2016 | ソーセージ・パーティー Sausage Party                                                 | グレッグ・ティアナン コンラッド・ヴァーノン | Yes      | Yes      | No                     | No   | クリストファー・レナーツと共に音楽作曲; グレン・スレイター、カイル・ハンター、アリエル・シェイファー、セス・ロジェン、エヴァン・ゴールドバーグと共に歌曲『"The Great Beyond"』作曲 | |
| 2016 | Aria for a Cow                                                                       | ニキータ・メイナム アモス・サシガン         | No       | Yes      | No                     | No   | 短編映画; ハワード・アシュマンと共に | |
| 2017 | 美女と野獣 Beauty and the Beast                                                      | ビル・コンドン                              | Yes      | Yes      | No                     | No   | オリジナル楽曲をハワード・アシュマンと共に; 新曲をティム・ライスと共に | |
| 2018 | シュガー・ラッシュ:オンライン Ralph Breaks the Internet                              | リッチ・ムーア フィル・ジョンストン         | No       | Yes      | No                     | No   | 歌曲『"In This Place"』を作曲; フィル・ジョンストンおよびトム・マクドゥーガルと共に歌曲『"A Place Called Slaughter Race"』を作曲                                                   | |
| 2018 | 俺たちホームズ&ワトソン en:Holmes & WatsonHolmes & Watson                            | イータン・コーエン                          | No       | Yes      | No                     | No   | グレン・スレイターと共に歌曲『"Strange Sensation"』を作曲 | |
| 2019 | アラジン Aladdin                                                                     | ガイ・リッチー                              | Yes      | Yes      | No                     | No   | オリジナル楽曲をハワード・アシュマン、ティム・ライスと共に; 新曲をパセク&ポールと共に                                                                                              | |
| 2022 | 魔法にかけられて2 Disenchanted                                                       | アダム・シャンクマン                        | Yes      | Yes      | No                     | No   | スティーブン・シュワルツと共に | |
| 2023 | リトル・マーメイド The Little Mermaid                                                | ロブ・マーシャル                            | Yes      | Yes      | No                     | No   | オリジナル楽曲をハワード・アシュマンと共に; 新曲をリン＝マニュエル・ミランダと共に                                                                                                 | |
| 2024 | エリアンと魔法の絆 Spellbound                                                        | ビッキー・ジェンソン                        | Yes      | Yes      | No                     | No   | Netflixオリジナル映画 | |

### テレビ
- 1989年 - 1990年、セサミストリート Sesame Street - 『"Grouchelot"』、『"What is Friend?"』、『"It's Gonna Get Dirty Again"』、『"Snuffle Friends"』、『"Martian Family (Yip Yip Song)"』、『"Todos un Pueblo"』
- 1990年、カートゥーン・オールスターズ・トゥ・ザ・レスキュー Cartoon All-Stars to the Rescue - 『"Wonderful Ways to Say No"』の監修
- 1992年、Lincoln
- 2013年、The Neighbors - シーズン1エピソード20『"Sing Like a Larry Bird"』の楽曲『"More or Less The Kind of Thing You May or May Not Possibly See on Broadway"』、『"Giselle"』、グレン・スレイターと共に
- 2015年 - 2016年、Galavant - 計2シーズン、クリストファー・レナーツとグレン・スレイターと共に
- 2017年 - 2020年、ラプンツェル ザ・シリーズ Tangled: The Series[55] - 計3シーズン、グレン・スレイターとケビン・クリーシュと共に

### ミュージカル
- Dear Worthy Editor（英語版）（1974年頃、オフ・ブロードウェイ）
 ジュディ・アシュマン脚本
 ユダヤ系アメリカ新聞『デイリー・ジューイッシュ・フォワード』への読者投稿を基にしている
- ローズウォーターさん、あなたに神のお恵みを（1979年、オフ・ブロードウェイ）
ハワード・アシュマン作詞
- リトル・ショップ・オブ・ホラーズ （1982年、オフ・ブロードウェイ／1983年、ウエスト・エンド; 2003年、ブロードウェイ）
ハワード・アシュマン作詞
- Weird Romance（1992年、オフ・ブロードウェイ）[31]
デイヴィッド・スペンサー作詞
 2幕物で『"Her Pilgrim Soul"』、『"The Girl Who Was Plugged In"』を基にしている
- 美女と野獣（1994年、ブロードウェイ／1997年、ウエスト・エンド）
ハワード・アシュマン、ティム・ライス作詞
- クリスマス・キャロル（1994年 - 2003年、マディソン・スクエア・ガーデン）
リン・アーレン作詞
- ダビデ王（英語版）（1997年、ブロードウェイ）
ティム・ライス作詞
 サムエル記、歴代誌、詩篇を基にしている
- ノートルダムの鐘（1999年、ベルリン／2014年、ラホヤ・プレイハウス）
スティーブン・シュワルツ作詞
- リトル・マーメイド（2008年、ブロードウェイ）
ハワード・アシュマンおよびグレン・スレイター作詞
- シスター・アクト〜天使にラブ・ソングを〜 （2009年、ウエスト・エンド／2011年、ブロードウェイ）
グレン・スレイター作詞
- 奇跡を呼ぶ男（英語版）（2012年、ブロードウェイ）
グレン・スレイター作詞
 1992年の映画『奇跡を呼ぶ男（英語版）』を基にしている'
- ニュージーズ（2011年、ペーパーミル・プレイハウス・2012年、ブロードウェイ）
ジャック・フェルドマン作詞
- アラジン（2011年、シアトル／2014年、ブロードウェイ）
ハワード・アシュマン、ティム・ライス、チャド・ベグリン作詞
- ダディー・クラヴィッツの徒弟時代（英語版）（2015年、モントリオール）
デイヴィッド・スペンサー作詞
 1959年のモルデカイ・リッチラーの小説を基にしている
- ブロンクス物語（2016年、ブロードウェイ）
グレン・スレイター作詞
- ヘラクレス（2019年、オフ・ブロードウェイ）
リア・デベッソネット演出、チェイス・ブロック振付

### その他
- Aladdin, Jr. - 1992年のアニメ映画『アラジン』を基にした1幕7場のミュージカル
- Beauty and the Beast Live on Stage - ディズニー・ハリウッド・スタジオのショー
- Disney's Aladdin: A Musical Spectacular - ディズニー・カリフォルニア・アドベンチャーのショー
- The Hunchback of Notre Dame - ディズニー・ハリウッド・スタジオのショー
- The Little Mermaid: Ariel's Undersea Adventure - ディズニー・カリフォルニア・アドベンチャーのアトラクション
- シンドバッド・ストーリーブック・ヴォヤッジ Sindbad's Storybook Voyage featuring "Compass of Your Heart" - 東京ディズニーシーのアトラクション
- Dramatists Guild of America YouTube Channel music video featuring "Someone Wrote That Song"
- Tangled: The Musical - 2015年11月からのディズニー・クルーズ・ラインのショー
- ドバイ・パークス&リゾーツ Dubai Parks and Resorts - 2016年10月からの公式テーマ曲『"All the Wonders of the Universe"』
- 2017年7月4日、ボストンで行なわれた独立記念日祝典『"The Sum of Us"』

## 受賞歴
アカデミー賞8回、ゴールデングローブ賞7回、グラミー賞11回、トニー賞1回、ドラマ・デスク・アワード1回、外国批評家賞2回受賞している。さらに2002年にディズニー・レジェンド、1998年にリチャード・カーク特別功労賞、2013年にフレディ・G・ミュージカル功労賞、2013年にオスカー・ハマースタイン賞などを受賞している。アメリカン・フィルム・インスティチュートは1991年の映画『美女と野獣』のタイトル曲『ビューティー・アンド・ザ・ビースト〜美女と野獣』をアメリカ映画主題歌ベスト100に選出した。
ディズニー映画でノミネートされたほかの5曲を以下に示す:
- "Under the Sea" from リトル・マーメイド The Little Mermaid（1989年）
- "Be Our Guest" from 美女と野獣 Beauty and the Beast（1991年）
- "Belle" from 美女と野獣 Beauty and the Beast（1991年）
- ホール・ニュー・ワールド "A Whole New World" from Aladdin（1992年）
- "Friend Like Me" from アラジン Aladdin（1992年）

2006年、アメリカン・フィルム・インスティチュートはミュージカル映画ベストに唯一のミュージカル・アニメ映画として『美女と野獣』（1991年）を22位に選出した。メンケンの作品でノミネートされたほかの4作品を以下に示す:
- リトル・ショップ・オブ・ホラーズ Little Shop of Horrors（1986年）
- リトル・マーメイド The Little Mermaid（1989年）
- アラジン Aladdin（1992年）
- ノートルダムの鐘 The Hunchback of Notre Dame（1996年）

### アカデミー受賞／ノミネート
太字のものは受賞作品。歌曲賞に映画タイトルを記述していないものは、同年の作曲賞と同じ映画。
- 1986年
  - 歌曲賞 「Mean Green Mother from Outer Space」 - 『リトル・ショップ・オブ・ホラーズ』
- 1989年
  - 作曲賞 - リトル・マーメイド
  - 歌曲賞 - 「アンダー・ザ・シー（Under the Sea）」「キス・ザ・ガール（Kiss the Girl）」
- 1991年
  - 作曲賞 - 美女と野獣
  - 歌曲賞 - 「美女と野獣（Beauty and the Beast）」「ベルのひとりごと（Belle）」「ひとりぼっちの晩餐会（Be Our Guest）」
- 1992年
  - 作曲賞 - アラジン
  - 歌曲賞 - 「ホール・ニュー・ワールド （A Whole New World）」「フレンド・ライク・ミー（Friend Like Me）」
- 1995年
  - 作曲賞（コメディ・ミュージカル） - ポカホンタス
  - 歌曲賞 - 「カラー・オブ・ウィンド（Colors of the Wind）」
- 1996年
  - 作曲賞（コメディ・ミュージカル） - 『ノートルダムの鐘』
- 1997年
  - 歌曲賞 - 「ゴー・ザ・ディスタンス（Go the Distance）」 - 『ヘラクレス』
- 2007年
  - 歌曲賞 - 「Happy Working Song」、「So Close」、「That's How You Know」 - 『魔法にかけられて』
- 2010年
  - 歌曲賞 - 「I See the Light」 - 『塔の上のラプンツェル』